# Ibrahim Adil Shah

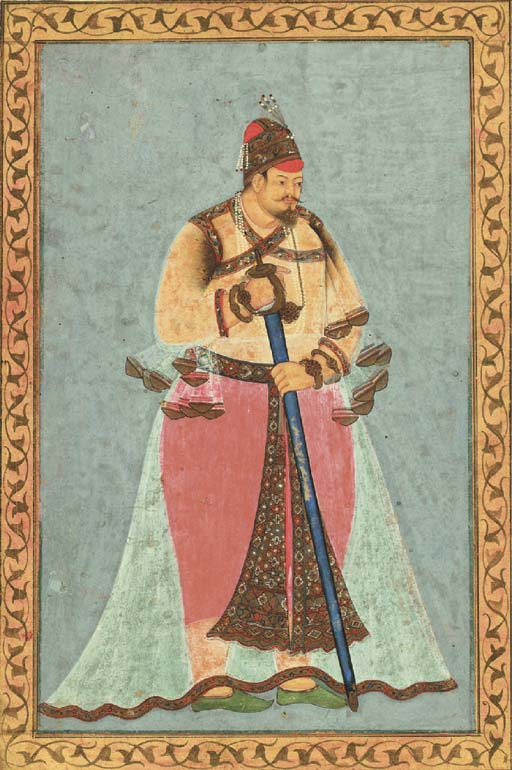
Ibrahim Adil Shah

Ibrahim Adil Shah II (Abul Muzaffar Ibrahim Adil Shah Jagadguru Badshah), född 1556, död 1627, var en regent (furste) i det sydindiska riket Bijapur. 
Han är känd för att under sin regeringstid ha sökt ena de stridande trosriktningarna inom furstendömet, nämligen shiiter, sunniter och hinduer. Mausoleet och moskén i staden Bijapur, uppförda 1620, är kända minnen efter Ibrahim Adil Shah.
Ibrahim Adil Shah var son till Ali Adil Shah och sonson till Ibrahim Adil Shah I. Han efterträddes på tronen av sin tredje son, Mohammed Adil Shah.